# Herodes Antipas
Herodes, más conocido como Herodes Antipas o Herodes el Tetrarca (Judea, 20 a. C.-Lugdunum Convenarum, Galia, 39) fue tetrarca de Perea y Galilea desde 4 a. C. hasta su muerte. Es célebre merced a los extractos del Nuevo Testamento que relatan su participación en los acontecimientos que desembocarían en la muerte de Juan Bautista y parte del juicio de Jesús de Nazaret.

## Familia y carrera

Territorio otorgado a Herodes Antipas como tetrarca de Galilea y Perea.

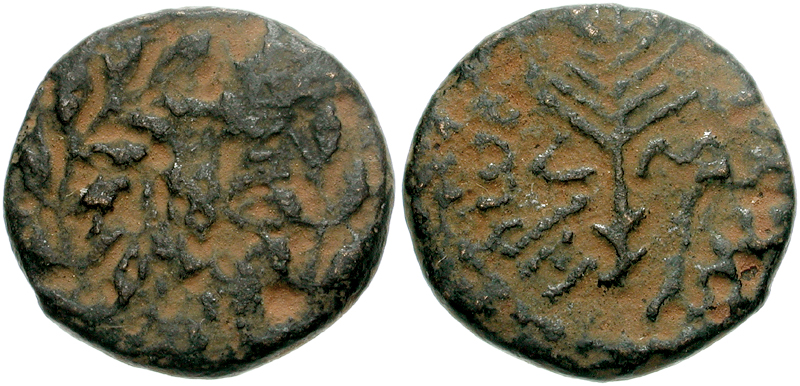
Moneda acuñada por Herodes Antipas.

Hijo de Herodes I el Grande y de la samaritana Maltace y hermano de Herodes Arquelao. Fue criado en Roma junto con Arquelao y su hermano Herodes Filipo. A la muerte de su padre, Augusto le otorgó la tetrarquía de Galilea y Perea. Contrajo un escandaloso matrimonio con Herodías, esposa de su medio hermano Herodes Filipo. Para poder casarse con Herodías, repudió a su esposa legítima, hija de Aretas IV, rey de los nabateos, reino árabe con capital en Petra, limítrofe con su reino. Enfurecido, Aretas atacó a Herodes  y solamente la intervención del gobernador romano de Siria, Lucio Vitelio, evitó su derrota completa.
Herodes Antipas continuó la labor constructora de su padre. Fortificó Séforis, haciendo de ella su capital, hizo alzar la fortaleza de Bet-haram en Perea y más tarde la ciudad de Tiberíades, bautizada así en honor del emperador Tiberio, a orillas del lago Genesaret, a donde trasladó su capital y la ciudad dio su nombre al lago y fue durante mucho tiempo un gran centro cultural judío. Al parecer por instigación de Herodías, acudió a Calígula, recién nombrado emperador, a reclamar la corona de Judea, en manos de su sobrino Agripa I. En respuesta, Agripa escribió al emperador Calígula, acusando a Herodes de haber concertado una alianza secreta con los partos contra Roma. Calígula entonces ordenó deportar a Herodes Antipas y su mujer en 39 a Lugdunum Convenarum (Saint-Bertrand-de-Comminges), donde Herodes murió ese mismo año.
Cuando Cayo César (Calígula) nombró a Agripa I rey de la tetrarquía de Filipo, Herodías, la esposa de Antipas, se lo reprochó a su esposo, diciéndole que si no recibía rango real se debía tan solo a su indolencia. Razonó que como ya era un tetrarca, mientras que Agripa no había tenido ningún puesto en absoluto, debería ir a Roma y solicitarle a César la dignidad real. Antipas acabó cediendo a la insistente presión de su esposa. Pero a Calígula le irritó la ambiciosa solicitud de Antipas, y haciendo caso de las acusaciones de Agripa, lo desterró a la Galia a la ciudad de Lugdunum Convenarum (actual Saint-Bertrand-de-Comminges, Francia). Antipas finalmente moriría allí, cerca de Hispania. Aunque Herodías podría haberse librado del castigo por ser hermana de Agripa, no quiso abandonar a su esposo, quizás debido a su orgullo. 
A Agripa I se le entregó la tetrarquía de Antipas y, después de su exilio, su dinero, así como el patrimonio de Herodías. De este modo que Herodías fue responsable de las dos grandes calamidades de Antipas: su virtual derrota ante el rey Aretas y su exilio.

## En el Nuevo Testamento
Herodes Antipas aparece en el Nuevo Testamento como el responsable de la ejecución de Juan el Bautista, a instigación de su esposa Herodías. En el Evangelio de Lucas, Jesús en la corte de Herodes sufre sus burlas y escarnio, en un encuentro que no relata ninguno de los otros evangelistas.

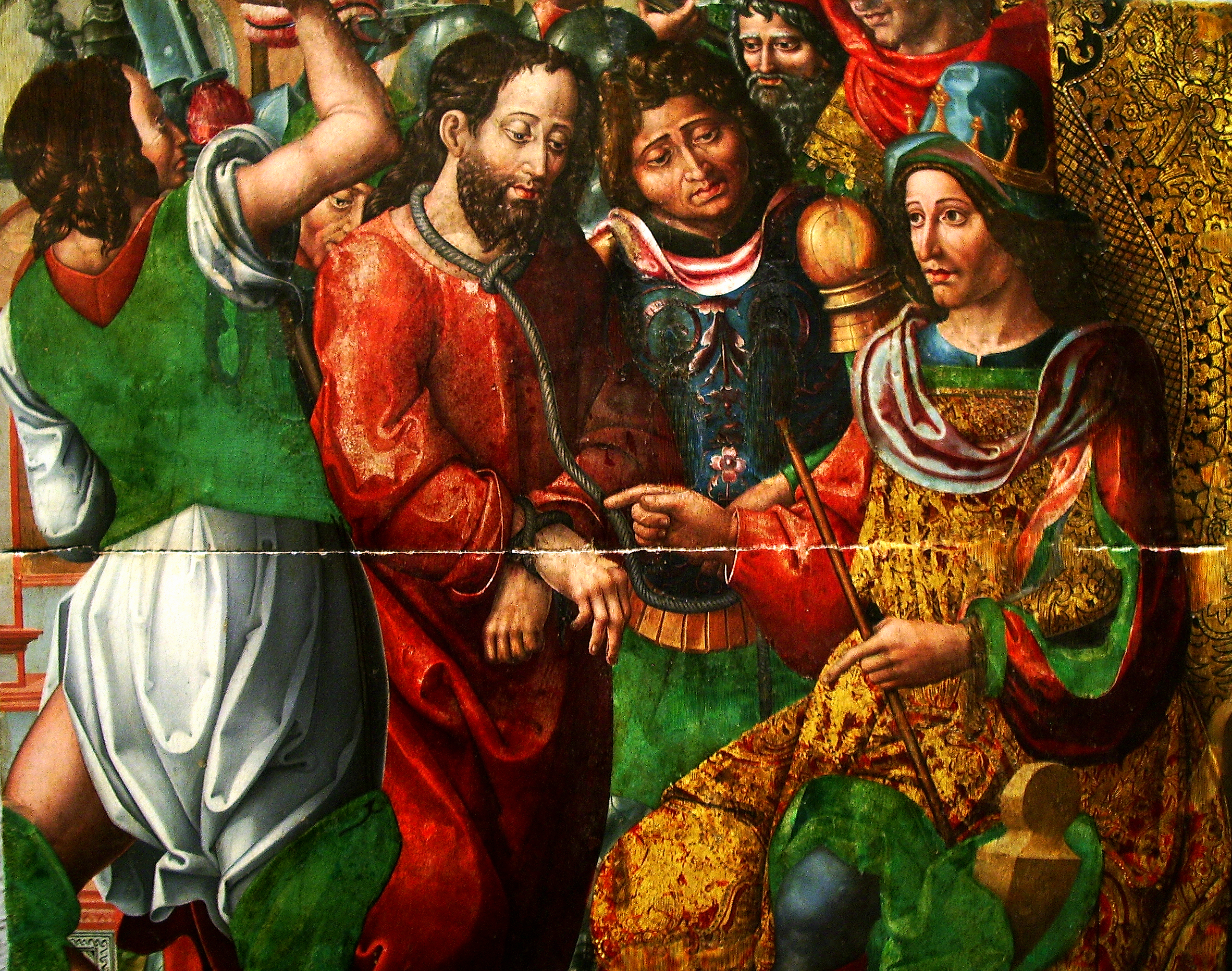
Cristo ante Herodes. Tabla del retablo mayor del monasterio de Sijena (1519).
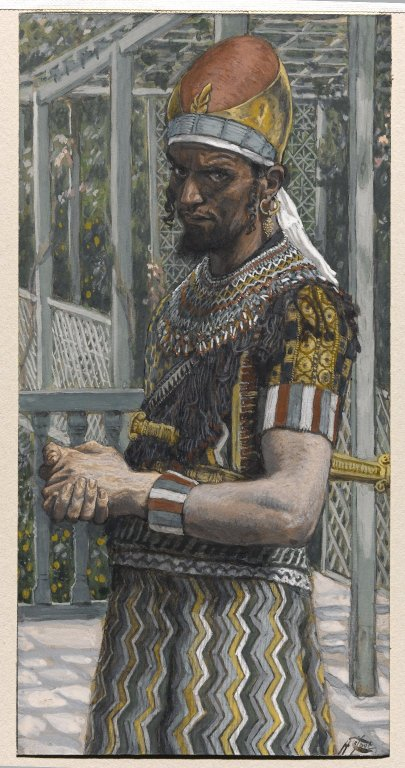
Herodes Antipas según James Tissot (1886-1894).